# Euplectella nobilis
Euplectella nobilis är en svampdjursart som beskrevs av Schulze 1904. Euplectella nobilis ingår i släktet Euplectella och familjen Euplectellidae. Inga underarter finns listade i Catalogue of Life.